# NEW (ポール・マッカートニーの曲)
「NEW」（ニュー）は、ポール・マッカートニーの楽曲である。2013年10月4日に発売されたアルバム『NEW』のタイトル・トラックで、同作からの先行シングルとして9月2日に配信された。多数の国の音楽チャートにランクインしており、Billboard Japan Adult Contemporary AirplayとBillboard Japan Hot Top Airplayで第1位、Billboard Japan Hot 100で最高位4位を記録。
楽曲は、2013年9月27日に全米で公開された『くもりときどきミートボール2 フード・アニマル誕生の秘密』の挿入歌として使用された。

## 評価
「NEW」は、音楽評論家や音楽メディアから肯定的な評価を得た。BBC Radio 2のレコード・オブ・ザ・ウィークに選ばれ、Aリストに加えられた。『モジョ』誌は、「NEW」を「Track of the Day」に挙げ、「愛らしくて楽観的かつ、魅力的なメロディ」「練り上げられたポップなアレンジ」を称賛。『ローリング・ストーン』誌のウィル・ヘルメスは、「元気のいいハープシコード風味のメロディ」と「『ゴット・トゥ・ゲット・ユー・イントゥ・マイ・ライフ』を思わせるブラスのタッチ」を称賛。
『CDジャーナル』は、イントロのハープシコードの音色を聴けば、「ファンはたまらず歓喜の雄叫びを上げるだろう」とし、「ビートルズの要素をふんだんに詰め込んだサウンドは、当時のアルバムに収録されていても何ら違和感を与えないはずだ」と評した。

## 演奏披露
マッカートニーは、2013年8月9日にゴールデン・ゲート・パークで開催された『アウトサイド・ランズ・フェスティバル』で「NEW」を演奏。その後、『NEW』発売後初となる「アウト・ゼアー ジャパン・ツアー」で演奏された。
このほか、アメリカのABC『ジミー・キンメル・ライブ!』、『レイト・ナイト・ウィズ・ジミー・ファロン』、『iHeartRadio Music Festival』でも演奏された。

## クレジット
※出典
- ポール・マッカートニー - ボーカル、ベース、ハープシコード、ピアノ、メロトロン、ウーリッツァー（英語版）、コンガ、マラカス、ブズーキ
- ラスティ・アンダーソン（英語版） - ギター、ブズーキ、バッキング・ボーカル
- ブライアン・レイ（英語版） - ギター、バッキング・ボーカル
- エイブ・ラボリエル・ジュニア（英語版） - ドラム、バッキング・ボーカル
- ポール・ウィッケンズ（英語版） - バッキング・ボーカル
- スティーヴ・シドウェル（英語版） - トランペット
- ジェイミー・タルボット（英語版） - テナー・サクソフォーン
- デイヴ・ビショップ - バリトン・サクソフォーン

## チャート成績
| チャート (2013年)                           | 最高位 |
| ------------------------------------------- | ------ |
| ベルギー (Ultratip Flanders)                | 12     |
| ベルギー (Ultratip Wallonia)                | 12     |
| フランス (SNEP)                             | 134    |
| 日本 (Adult Contemporary Airplay)           | 1      |
| 日本 (Hot Top Airplay)                      | 1      |
| 日本 (Japan Hot 100)                        | 4      |
| Mexico Ingles Airplay (Billboard)           | 25     |
| ポーランド (LP3)                            | 32     |
| US Hot Rock & Alternative Songs (Billboard) | 46     |
| US Adult Alternative Songs (Billboard)      | 21     |
| US Adult Contemporary (Billboard)           | 18     |
| World Adult Top 20 Singles                  | 15     |